# Phyllanthus bodinieri
Phyllanthus bodinieri là một loài thực vật có hoa trong họ Diệp hạ châu. Loài này được (H.L�v.) Rehder miêu tả khoa học đầu tiên năm 1937.